# Reprezentacja Rosji w unihokeju mężczyzn
Reprezentacja Rosji w unihokeju mężczyzn – drużyna reprezentująca Rosja w rozgrywkach międzynarodowych w unihokeju mężczyzn.

## Udział w imprezach międzynarodowych

### Mistrzostwa Europy
| Rok     | M | Z | R | P | Suma  | +/- | Miejsce   |
| ------- | - | - | - | - | ----- | --- | --------- |
| ME 1994 | 4 | 2 | 0 | 2 | 11:27 | −16 | 5.miejsce |
| ME 1995 | 6 | 2 | 1 | 3 | 30:27 | +3  | 4.miejsce |

### Mistrzostwach Świata
| Rok     | M                       | Z                       | R                       | P                       | Suma                    | +/-                     | Miejsce                 |
| ------- | ----------------------- | ----------------------- | ----------------------- | ----------------------- | ----------------------- | ----------------------- | ----------------------- |
| MŚ 1996 | 6                       | 3                       | 0                       | 3                       | 48:31                   | +17                     | 6.miejsce               |
| MŚ 1998 | 4                       | 1                       | 0                       | 3                       | 9:23                    | −14                     | 7.miejsce               |
| MŚ 2000 | 4                       | 0                       | 0                       | 4                       | 6:31                    | -25                     | 8.miejsce               |
| MŚ 2002 | 6                       | 6                       | 0                       | 0                       | 67:9                    | +58                     | 9. miejsce              |
| MŚ 2004 | 5                       | 2                       | 0                       | 3                       | 23:41                   | -18                     | 7.miejsce               |
| MŚ 2006 | 5                       | 1                       | 0                       | 4                       | 19:44                   | -25                     | 9.miejsce               |
| MŚ 2008 | 5                       | 1                       | 1                       | 3                       | 26:45                   | -19                     | 7.miejsce               |
| MŚ 2010 | 5                       | 2                       | 0                       | 3                       | 25:43                   | -18                     | 7.miejsce               |
| MŚ 2012 | 5                       | 2                       | 0                       | 3                       | 27:36                   | -9                      | 10.miejsce              |
| MŚ 2014 | 5                       | 2                       | 0                       | 3                       | 44:32                   | +12                     | 13.miejsce              |
| MŚ 2016 | nie zakwalifikowali się | nie zakwalifikowali się | nie zakwalifikowali się | nie zakwalifikowali się | nie zakwalifikowali się | nie zakwalifikowali się | nie zakwalifikowali się |
| MŚ 2018 | nie zakwalifikowali się | nie zakwalifikowali się | nie zakwalifikowali się | nie zakwalifikowali się | nie zakwalifikowali się | nie zakwalifikowali się | nie zakwalifikowali się |
| MŚ 2020 | nie zakwalifikowali się | nie zakwalifikowali się | nie zakwalifikowali się | nie zakwalifikowali się | nie zakwalifikowali się | nie zakwalifikowali się | nie zakwalifikowali się |
| MŚ 2022 | dyskwalifikacja         | dyskwalifikacja         | dyskwalifikacja         | dyskwalifikacja         | dyskwalifikacja         | dyskwalifikacja         | dyskwalifikacja         |
| MŚ 2024 | dyskwalifikacja         | dyskwalifikacja         | dyskwalifikacja         | dyskwalifikacja         | dyskwalifikacja         | dyskwalifikacja         | dyskwalifikacja         |
| Razem   | 50                      | 20                      | 1                       | 29                      | 295:337                 | -42                     |                         |

### Kwalifikacje do MŚ
| Rok  | M               | Z               | R               | P               | Suma            | +/-             | Miejsce         |
| ---- | --------------- | --------------- | --------------- | --------------- | --------------- | --------------- | --------------- |
| 2012 | 4               | 3               | 1               | 0               | 48:10           | +38             | 1/5             |
| 2014 | 5               | 4               | 0               | 1               | 46:28           | +18             | 2/6             |
| 2016 | 5               | 3               | 0               | 2               | 43:33           | +10             | 3/6             |
| 2018 | 5               | 2               | 1               | 2               | 30:42           | -12             | 3/6             |
| 2020 | 4               | 2               | 0               | 2               | 60:21           | +39             | 4/8             |
| 2022 | dyskwalifikacja | dyskwalifikacja | dyskwalifikacja | dyskwalifikacja | dyskwalifikacja | dyskwalifikacja | dyskwalifikacja |
| 2024 | dyskwalifikacja | dyskwalifikacja | dyskwalifikacja | dyskwalifikacja | dyskwalifikacja | dyskwalifikacja | dyskwalifikacja |